# Joshua Smits
Joshua Gerardus Petrus Wilhelmus Smits (ur. 6 listopada 1992 w Nijmegen) – holenderski piłkarz występujący na pozycji bramkarza w norweskim klubie FK Bodø/Glimt.

## Kariera klubowa

### NEC Nijmegen
1 lipca 2011 podpisał kontrakt z klubem NEC Nijmegen. Zadebiutował 10 sierpnia 2014 w meczu Eerste divisie przeciwko FC Eindhoven (3:1). W sezonie 2014/15 jego drużyna zajęła pierwsze miejsce w tabeli i awansowała do najwyższej ligi.

### Almere City
24 stycznia 2018 przeszedł do zespołu Almere City. Zadebiutował 9 sierpnia 2019 w meczu Eerste divisie przeciwko Roda JC Kerkrade (1:1). W październiku 2019 przedłużył kontrakt z drużyną do 2021 roku.

### FK Bodø/Glimt
12 czerwca 2020 podpisał czteroletni kontrakt z klubem FK Bodø/Glimt. Zadebiutował 28 czerwca 2020 w meczu Eliteserien przeciwko Sarpsborg 08 FF (2:1). W sezonie 2020 jego drużyna zajęła pierwsze miejsce w tabeli i zdobyła mistrzostwo Norwegii.

## Statystyki
(aktualne na dzień 21 września 2021)
| Klub               | Sezon              | Liga               | Liga  | Liga   | Puchar kraju | Puchar kraju | Suma  | Suma   |
| Klub               | Sezon              | Liga               | Mecze | Bramki | Mecze        | Bramki       | Mecze | Bramki |
| ------------------ | ------------------ | ------------------ | ----- | ------ | ------------ | ------------ | ----- | ------ |
| NEC Nijmegen       | 2011/12            | Eredivisie         | 0     | 0      | 0            | 0            | 0     | 0      |
| NEC Nijmegen       | 2012/13            | Eredivisie         | 0     | 0      | 0            | 0            | 0     | 0      |
| NEC Nijmegen       | 2013/14            | Eredivisie         | 0     | 0      | 0            | 0            | 0     | 0      |
| NEC Nijmegen       | 2014/15            | Eerste divisie     | 35    | 0      | 3            | 0            | 38    | 0      |
| NEC Nijmegen       | 2015/16            | Eredivisie         | 0     | 0      | 0            | 0            | 0     | 0      |
| NEC Nijmegen       | 2016/17            | Eredivisie         | 0     | 0      | 0            | 0            | 0     | 0      |
| NEC Nijmegen       | 2017/18            | Eerste divisie     | 6     | 0      | 1            | 0            | 7     | 0      |
| NEC Nijmegen       | Ogólnie            | Ogólnie            | 41    | 0      | 4            | 0            | 45    | 0      |
| Almere City        | 2017/18            | Eerste divisie     | 0     | 0      | 0            | 0            | 0     | 0      |
| Almere City        | 2018/19            | Eerste divisie     | 0     | 0      | 0            | 0            | 0     | 0      |
| Almere City        | 2019/20            | Eerste divisie     | 29    | 0      | 0            | 0            | 29    | 0      |
| Almere City        | Ogólnie            | Ogólnie            | 29    | 0      | 0            | 0            | 29    | 0      |
| FK Bodø/Glimt      | 2020               | Eliteserien        | 10    | 0      | 0            | 0            | 10    | 0      |
| FK Bodø/Glimt      | 2021               | Eliteserien        | 1     | 0      | 1            | 0            | 2     | 0      |
| FK Bodø/Glimt      | Ogólnie            | Ogólnie            | 11    | 0      | 1            | 0            | 12    | 0      |
| Ogólnie w karierze | Ogólnie w karierze | Ogólnie w karierze | 81    | 0      | 5            | 0            | 86    | 0      |

## Sukcesy

### NEC Nijmegen
- Mistrzostwo Eerste divisie (1×): 2014/2015

### FK Bodø/Glimt
- Mistrzostwo Norwegii (1×): 2020